# Lieuvillers
Lieuvillers ist eine französische Gemeinde mit 708 Einwohnern (Stand: 1. Januar 2022) im Département Oise in der Region Hauts-de-France (vor 2016 Picardie). Sie liegt im Arrondissement Clermont und ist Teil der Communauté de communes du Plateau Picard und des Kantons Saint-Just-en-Chaussée. Die Einwohner werden Lieuvillois genannt.

## Geographie
Lieuvillers liegt etwa 45 Kilometer ostnordöstlich von Beauvais. Umgeben wird Lieuvillers von den Nachbargemeinden Angivillers im Norden, Pronleroy im Osten, Erquinvillers im Süden, Cuignières im Süden und Südwesten, Saint-Remy-en-l’Eau im Westen und Südwesten, Valescourt im Westen sowie Le Plessier-sur-Saint-Just im Nordwesten.

## Einwohner
| 1962                      | 1968 | 1975 | 1982 | 1990 | 1999 | 2006 | 2013 |
| ------------------------- | ---- | ---- | ---- | ---- | ---- | ---- | ---- |
| 398                       | 395  | 370  | 383  | 513  | 515  | 587  | 637  |
| Quelle: Cassini und INSEE |      |      |      |      |      |      |      |

## Sehenswürdigkeiten

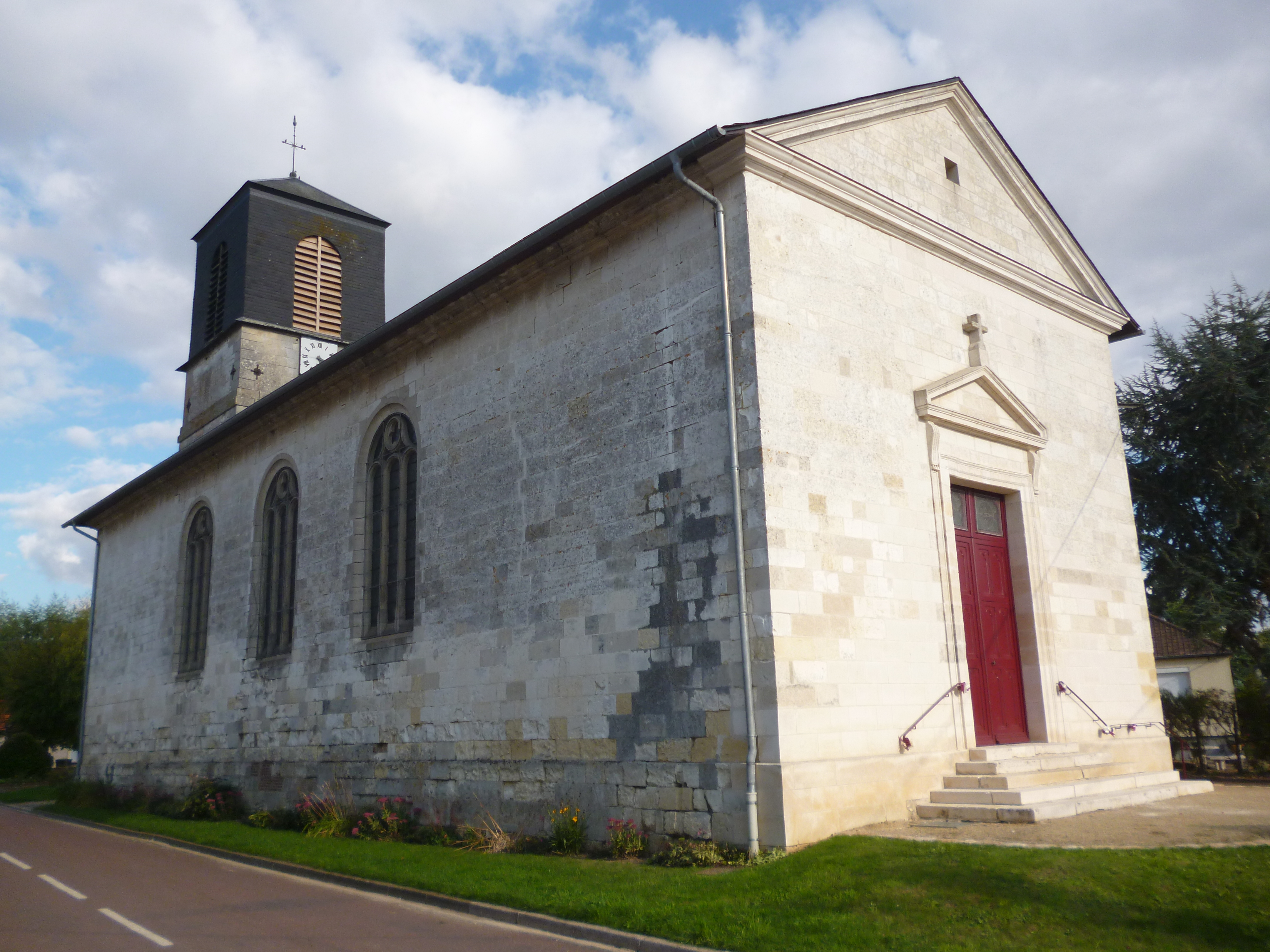
Kirche Saint-Sébastien

- Kirche Saint-Hilaire aus dem 19. Jahrhundert
- Reste des früheren Herrenhauses aus dem 16. Jahrhundert
- Arboretum (1994 eröffnet)